# Yehoshua Rozin
Yehoshua Rozin (in ebraico יהושע רוזין‎?; 16 agosto 1918 – 6 febbraio 2002) è stato un allenatore di pallacanestro israeliano.

## Carriera
Ha guidato Israele a due edizioni dei Campionati europei (1961, 1963).

## Palmarès
- Campionato israeliano: 12

Maccabi Tel Aviv: 1953-54, 1954-55, 1956-57, 1957-58, 1958-59, 1961-62, 1962-63, 1963-64, 1966-67, 1967-68, 1972-73, 1973-74
- Coppa di Israele: 10

Maccabi Tel Aviv: 1955-56, 1957-58, 1958-59, 1960-61, 1962-63, 1963-64, 1964-65, 1965-66, 1972-73
Hapoel Tel Aviv: 1983-84